# Claes-Göran Fagerstedt
Claes-Göran Hugo Fagerstedt, född 18 november 1928, död 20 juli 2015, var en svensk jazzpianist. 1957 bildade han gruppen Jazz Club 57 tillsammans med Bernt Rosengren, Stig Söderquist och sångerskan Nannie Porres. 
Fagerstedts spelstil kännetecknades av ett rytmiskt pådrivande ackompanjemang och ett pregnant solospel. Han var den som tog bebop jazzen till Sverige och lärde upp många av de yngre musikerna i den nya stilen. Fager, som var hans smeknamn medverkar på över 30 jazz albums som spelades in under 50 och 60 -talet.
1978 grundade han jazzklubben Fasching i Stockholm.
Claes drev även Tunneberga Gästgivaregård under många år.
Han är far till Anna Mourou Fagerstedt som följde sin fars fotspår och blev en lovande jazzsångerska med vilken han turnerade under flera år. Han var bosatt på Tynningö, utanför Vaxholm.

## Diskografi
- 2000 - Jazz Club 57[9]
- 1975 - Stone Free
- 2008 - Fager